# Serre Calabresi
A Serre Calabresi egy több vonulatból álló hegyvidék Olaszország Calabria régiójában, melyhez magas fennsíkok és dombvidékek is csatlakoznak. Északkeleten a Limina-hágó választja el a Sila-fennsíktól, délnyugaton a Marcellinara-völgy választja el az Aspromontétól. A hegységet gránitok és dioritok, valamint agyagos üledékes kőzetek építik fel, de előfordulnak dolomitos-mészköves rétegek is (pl. Monte Mammicomito). A hegységet kiterjedt erdőségek borítják.
Legmagasabb csúcsa a Monte Pecoraro (1423 m).